# Yves Rossy
Yves Rossy, né le 27 août 1959 à Neuchâtel, est un pilote d'avion et inventeur suisse.
Il est le premier au monde à avoir développé une aile rigide de 2,4 m d'envergure munie de réacteurs qui lui permet d'atteindre des vitesses de 300 km/h. Cet homme volant s'est fait appeler Airman, puis Jetman, Rocketman, Fusionman. Une première à deux réacteurs lui a permis un vol horizontal, puis une version à quatre réacteurs lui permet de se diriger dans les trois dimensions (l'atterrissage nécessite un parachute).
Il a été récompensé par la Toison d'Or de l'aventurier en 2009 lors du festival « Écrans de l'aventure » à Dijon organisé chaque année par La Guilde Européenne du Raid et la mairie de Dijon.

## Jetman
Sa première tentative réussie était le 24 juin 2004, près de Genève (Suisse). Depuis, Yves Rossy a effectué avec ses ailes plus de 30 vols réussis. Ses ailes ont été exposées en avril 2008 à la 35e Exposition des Inventions de Genève. Le 14 mai 2008, il a procédé à un vol réussi d'environ six minutes au-dessus de la ville de Bex près du lac Léman. Lors de sa première apparition publique, il a effectué des cascades d'un côté à l'autre de la vallée du Rhône à une altitude de 790 mètres. Depuis 2007, un des sites de sa formation est en Espagne, dans l'aérodrome privé Skydive Empuriabrava à Castelló d'Empúries (Girona, Costa Brava),.

### Traversée de la Manche

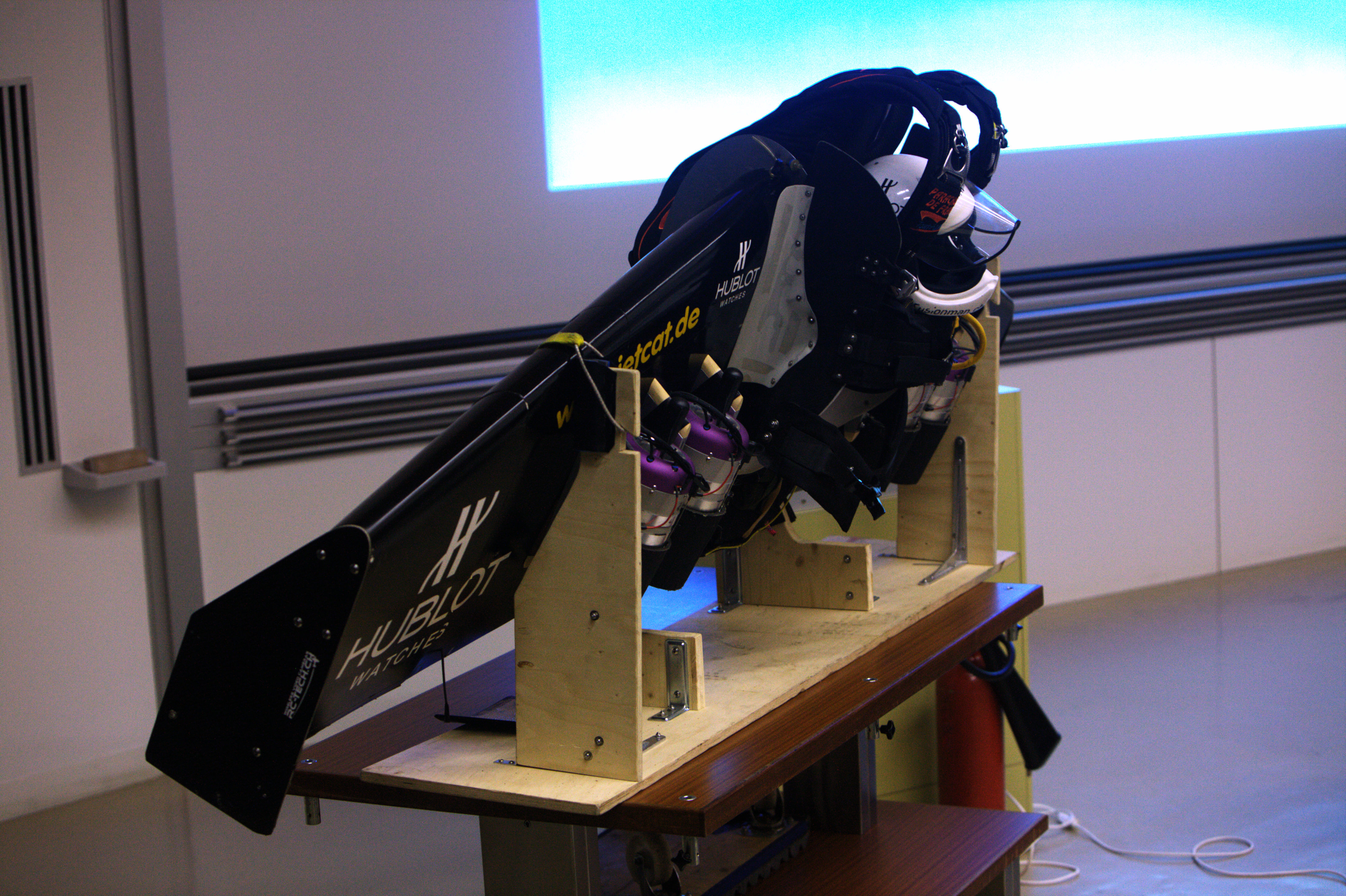
Aile rigide de Rossy.

Après avoir dû reporter deux fois les 24 et 25 septembre à cause des conditions météorologiques, le 26 septembre 2008 à 14 h 19, Yves Rossy a réussi la traversée de la Manche avec son aile à réaction 99 ans après celle de Louis Blériot. Largué depuis un avion Pilatus Porter piloté par Jean-Marc Colomb au-dessus de Calais, il a plongé de plusieurs centaines de mètres à près de 300 km/h avant de stabiliser son aile et de se diriger à environ 200 km/h vers la côte anglaise pour rejoindre un champ près de Douvres, après un peu moins de dix minutes (9 minutes et 7 secondes) de vol.
Les 32 litres de kérosène emportés dans l’aile permettaient tout juste d’alimenter les quatre réacteurs suffisamment longtemps pour permettre de relier la France à l’Angleterre entre Calais et Douvres (35 km).

### Survol du Grand Canyon de l'Arizona
Le 7 mai 2011, Yves Rossy a survolé pendant huit minutes la partie ouest du Grand Canyon.

### Vol avec un A380 d'Emirates

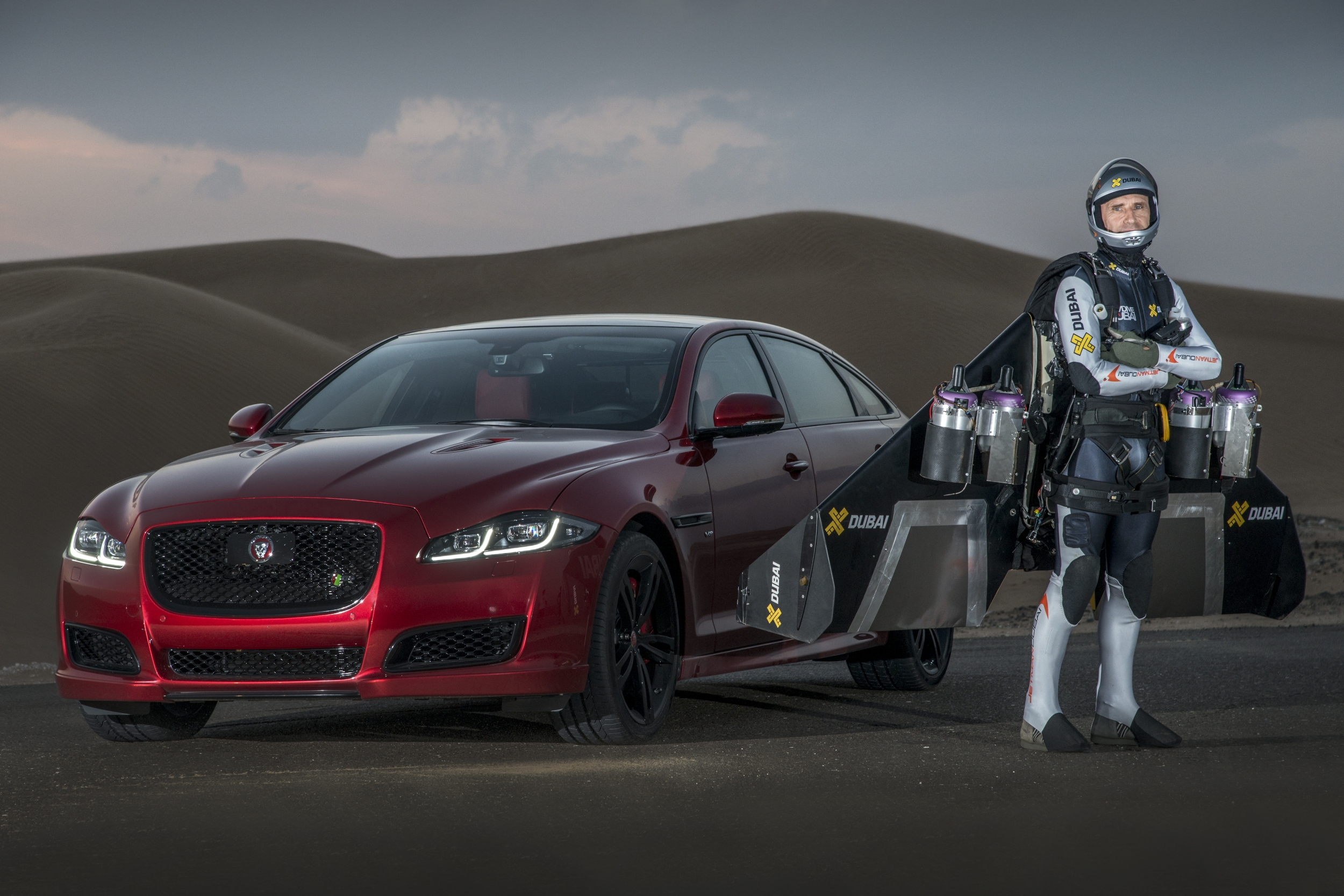
Yves Rossy contre une Jaguar XJ dans le désert de Dubaï pour le World-First Desert Drag Race en 2015.

Le 5 novembre 2015, Yves Rossy a volé en compagnie de Vincent Reffet autour d'un Airbus A380 de la compagnie Emirates au-dessus de Dubaï.

### Vol avec la Patrouille de France
En 2016, il vole avec Vince Reffet et Fred Fugen en compagnie de huit Alpha Jets de la Patrouille de France.

## Autres
Yves Rossy est cité dans NCIS (épisode 11, saison 7) au sujet des jetpacks.